# Абдуллаев, Лутфулла Абдуллаевич
Лутфулла Абдуллаев (узб. Lutfulla Abdullaev; 25 октября 1912, Мир-Зачул, Бухарское ханство — 2002, Ташкент, Узбекистан) — узбекский художник-живописец, график, педагог. Народный художник Узбекской ССР.

## Биография
Родился 25 октября 1912 года в Мир-зачуле, близ Ташкента, в Бухарском ханстве. Старший брат художника Сагидуллы Абдуллаева.
С 1930 по 1935 год учился в Самаркандском художественном училище.
С 1935 по 1936 год, а также с 1948 по 1951 — преподавал в Ташкентском художественном училище.
С 1934-участвовал в выставках.
В 1949 году получил звание Народный художник Узбекской ССР.
В 1950 году выполнил иллюстрации к роману «Ветер золотой долины» Айбека, а в 1962 году — к роману «Тегеран» Гарегина Севунца.
Был членом Союза художников СССР. Жил и работал в Ташкенте.
Умер в 2002 году.

## Творчество
Писал портреты, картины посвящённые событиям первых лет Советской власти и Великой Отечественной войны: «Проводы в Красную Армию» (1941), «Агитатор на канале» (1942), «Встреча с демобилизованными» (1945), «В штабе Туркфронта» (1982). Среди его живописных работ: «В гостях у молодого поэта» (1937), «Премирование хлопкоробов» (1947), «Освоители пустыни» (1948), «Народный поэт Ташмухамедов» (1948), «Виноград (1960), «Дружеская встреча» (1960), «Гости с Востока» (1964). Занимался станковой графикой и литографией, работал акварелью и гуашью («На Черчикстрое», 1936; «Конец рабочего дня», 1936; «Отдых рабочих на строительстве Северо-Ташкентского канала», 1945; «Портрет стахановца Абдурахманова»), выполнил иллюстрации к романам «Ветер золотой долины» Айбека (1950),«Тегеран» Г.С.Севунца (1962).

## Работы
- На Черчикстрое (1936)
- Конец рабочего дня (1936)
- В гостях у молодого поэта (1937)
- Проводы в Красную Армию (1941)
- Агитатор на канале (1942)
- Встреча с демобилизованными (1945)
- Отдых рабочих на строительстве Северо-Ташкентского канала (1945)
- Мастера пустыни (1948)
- Народный поэт Ташмухамедов (1948)
- Виноград (1960)
- Дружеская встреча (1960)
- Гости с Востока (1964)
- В штабе Туркфронта (1982)